# Christopher Pratt (artiste)
Pour les articles homonymes, voir Pratt.
Ne doit pas être confondu avec Christopher Pratt ou Chris Pratt.
John Christopher Pratt, né le 9 décembre 1935 à Saint-Jean de Terre-Neuve (Canada) et mort le 5 juin 2022, est un peintre et graveur canadien.

## Biographie

### Formation
Christopher Pratt commence à peindre des aquarelles en 1952. En 1953, il  fréquente l'Université Mount Allison à Sackville, au Nouveau-Brunswick en tant qu'étudiant en pré-médecine. À Mount Allison, il s'intéresse rapidement  aux beaux-arts, en particulier à la peinture. Lawren P. Harris et Alex Colville l'encourage à peindre.
De 1957 à 1959, Christopher Pratt étudie à la Glasgow School of Art en Écosse. Pendant les étés, il retourne à Terre-Neuve pour travailler comme arpenteur à la base navale américaine d'Argentia. La formation qu'il reçoit en matière de mesures précises est appliquée à ses peintures. En 1959, il retourne à l'Université Mount Allison pour obtenir en 1961 un baccalauréat en beaux-arts. C'est à cette époque qu'il commence à faire des sérigraphies. La première sérigraphie Boat in Sand, 1961, qui se trouve dans la collection de la National Gallery, est produite à cette époque et incluse dans la quatrième exposition biennale de la Galerie.

### Carrière
En 1961, Christopher Pratt accepte le poste de conservateur à la nouvelle Memorial University Art Gallery de St. John's. Il y reste pendant deux ans et demi avant de décider de se consacrer à la peinture à plein temps et de déménager avec sa famille à Salmonier, à Terre-Neuve.

Drapeau provincial de Terre-Neuve-et-Labrador, conçu par Pratt et adopté en 1980.

Christopher Pratt fait l'objet d'une grande rétrospective itinérante organisée par la Vancouver Art Gallery en 1985, d'une rétrospective itinérante et d'un catalogue raisonné, The Prints of Christopher Pratt: 1958-1991 en 1992, une grande exposition itinérante organisée par le Musée des beaux-arts du Canada en 2005, et d'une rétrospective de dix ans de son travail à The Rooms en 2015. Ses œuvres font partie de nombreuses collections publiques, dont le Musée des beaux-arts de l'Ontario, le Musée des beaux-arts du Canada à Ottawa, la Vancouver Art Gallery, le Musée d'art contemporain de Montréal, The Rooms et le Art Gallery of Nova Scotia.
Christopher Pratt siège à de nombreux comités et conseils, dont le Comité consultatif sur la conception des timbres-poste du gouvernement fédéral (1972-1975) et le conseil d'administration du Conseil des Arts du Canada (1975-1981). En 1980, il conçoit le drapeau provincial de Terre-Neuve-et-Labrador.

### Vie privée
Christopher Pratt rencontre l'artiste Mary West à l'Université Mount Allison. Ils se marient en 1957 et ont quatre enfants : John, Anne, Barbara et Edwyn. Le couple se sépare en 2004.
Christopher Pratt vivait dans la St. Mary's Bay (Terre-Neuve-et-Labrador).

## Prix et distinctions
Tout au long de sa carrière, Christopher Pratt obtient de nombreux prix et distinctions. En 1965, à l'âge de 30 ans, il devient associé de l'Académie royale des arts du Canada (ARCA) et membre de la Société canadienne des arts graphiques. En 1969, il a été membre du jury des arts visuels du Conseil des Arts du Canada. En 1973, Christopher Pratt est nommé Officier de l'Ordre du Canada et en 1983, il devient Compagnon de l'Ordre.
En 2018, il est le sujet du film documentaire de Kenneth J. Harvey Immaculate Memories: The Uncluttered Worlds of Christopher Pratt.

## Œuvres
- Boat in Sand (1961)
- Good Friday (1973)
- March Night (1976)
- March Crossing (1977)
- Benoit's Cove: Sheds in Winter (1998)